# Archäologisches Museum Serres
Das Archäologische Museum von Serres (griechisch Αρχαιολογικό Μουσείο Σερρών) befindet sich im historischen Zentrum von Serres, einer Stadt in Zentralmakedonien, Griechenland. Es ist in dem osmanischen Besistan (Μπεζεστένι) der Stadt untergebracht, einem Gebäude aus dem 15. Jahrhundert auf der Platia Eleftherias (Πλατεία Ελευθερίας ‚Platz der Freiheit‘).

## Das Gebäude
Der Besistan  von Serres ist ein überdachter und geschlossener Markt, der um 1493/94 von Çandarlı Ibrahim Pascha (dem Jüngeren) erbaut wurde.
Laut dem Historiker der osmanischen Kunst Semavi Eyice gehört der Besistan von Serres  aufgrund seiner hervorragenden Bautechnik und seines auffälligen Äußeren zu den bemerkenswertesten Exemplaren dieses Bautyps. Es ist ein rechteckiges einstöckiges Bauwerk mit den Abmessungen 21 × 31 Meter, unterteilt in sechs Abschnitte durch Bögen, jeder Abschnitt ist von einer Kuppel bedeckt, die mit Ziegeln statt mit Blei gedeckt ist.

## Ausstellungen
Das Gebäude fungiert heute als archäologisches Museum. Insbesondere präsentiert es prähistorische Artefakte der Ausgrabungen in Promachonas und Kryoneri, der archaischen, klassischen, hellenistischen und römischen Zeit (hauptsächlich Keramik, Statuen und Inschriften) aus Argilos, Vergi, Terpni, Neos Skopos, Gazoros, des antiken Tragilos und Serres. Bedeutend sind die frühchristlichen und byzantinischen Exponate aus der Stadt Serres, darunter eine Marmorikone Christi und ein Mosaik aus dem 12. Jahrhundert, das den Apostel Andreas zeigt, beide aus der Alten Kathedrale (Kirche der Heiligen Theodoros Tiros und Theodor Stratelates).

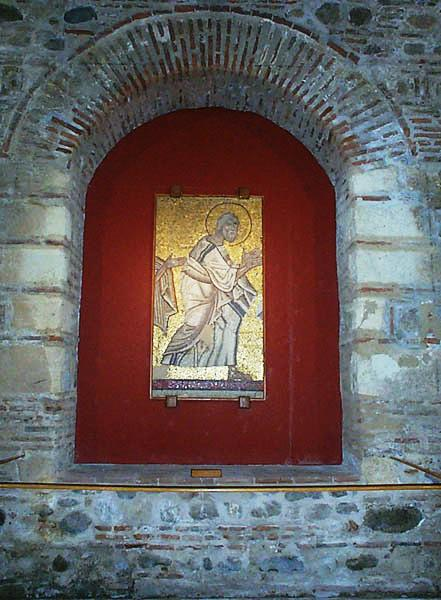
Apostel Andreas
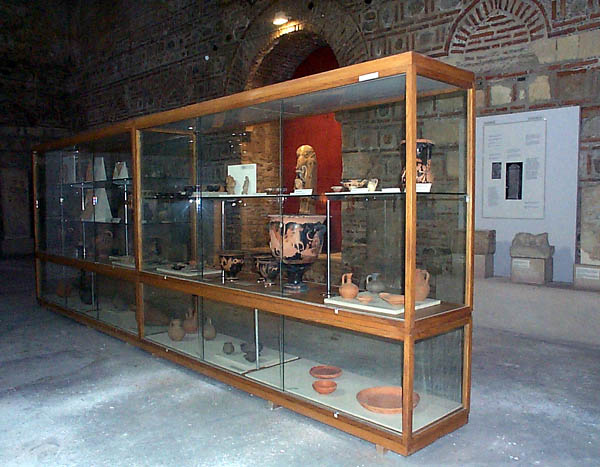
Exponate aus der Region Bisaltia
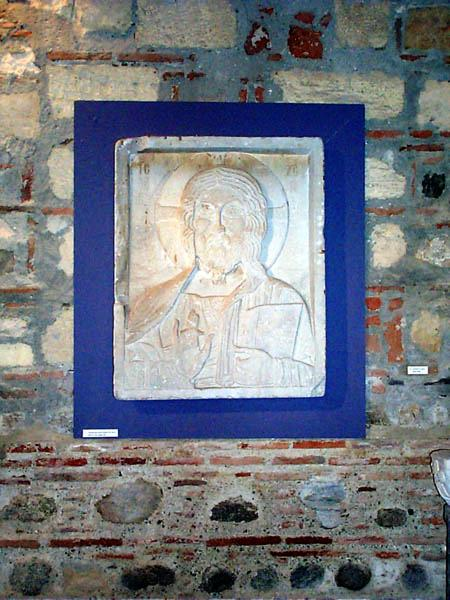
Marmorikone von Christus
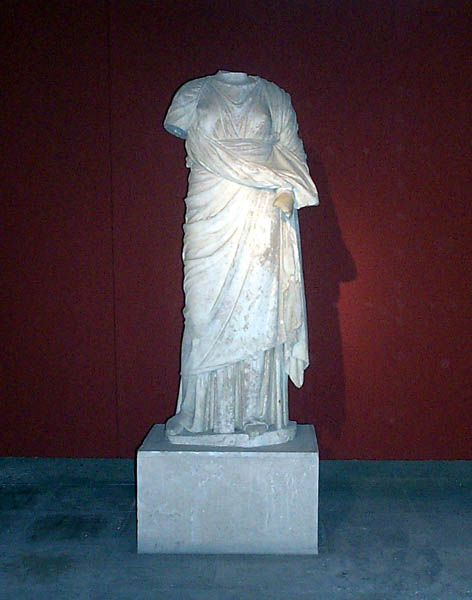
Statue einer Frau